# クラスノヤルスク
クラスノヤルスク市（ロシア語: Красноярск〔クラスナヤールスク〕）は、ロシア連邦シベリア中部の都市。エニセイ川の河畔に広がる。人口は約109万人で、シベリアではノヴォシビルスク、オムスクに次ぎ3番目に大きな都市。シベリア連邦管区の本部が置かれている。シベリア鉄道が通っており、モスクワからは約4,100キロメートル離れている。
1628年に前線の要塞として建設され、クラースヌイ・ヤール（Красный Яр）「赤い岸壁」と名づけられ、金の発見とシベリア鉄道の敷設によって急速に発展した。1934年よりクラスノヤルスク地方の行政の中心である。クラスノヤルスク国立大学、クラスノヤルスク国立農業大学などの高等教育機関も集中する。

## 歴史
1628年7月、ロシアの辺境の要塞として建設された時が市の歴史の始まりである。コサックのアンドレイ・ドゥベンスコイに率いられた士族たちは、カチャ川が大河エニセイに合流する地点に至り、エニセイ流域の先住民たちからロシア辺境を守るための砦を築き始めた。彼らは要塞の周りに家々や港を築き、周囲に木の柵を巡らせた。要塞は、この地に住んでいたテュルク系民族による地名であるフズル・チャル（Хызыл Чар、「赤い岸」）をロシア語訳し、クラースヌィ・ヤール（Кра́сный Яр）と名づけられた。現在の地名であるクラスノヤルスクは、この村が市に昇格した際に改名されたものである。

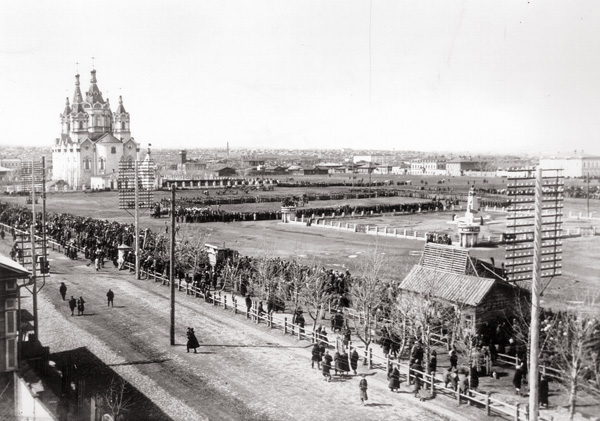
1928年の市街地風景。背景の生神女誕生大聖堂はソ連時代に取り壊された

1735年から1741年にはモスクワからの郵便道路が近くの町アチンスクやカンスクを通ってクラスヌイ・ヤールに達し、クラスヌイ・ヤールは道路と舟運で大きく発展し始めた。1749年には230キロメートル南で質量700キログラムほどの大型の隕石が発見された。シベリアを探検していた学者ペーター・ジーモン・パラスが1772年にこの隕石をクラスヌイ・ヤールへ運び、後に首都サンクトペテルブルクへ持ち帰った。この「クラスノヤルスク隕石」は、初めてパラサイト（pallasite、石鉄隕石）が研究されたこと、初めてエッチングによる記録が行われたことで重要な意味を持つ。
19世紀にはクラスヌイ・ヤールはシベリアのコサックたちの中心地であった。1822年には市の地位を得て、新たな県（グベールニヤ）であるエニセイ県の県都となった。クラスノヤルスクは金鉱の発見で大きくなり、1895年にはシベリア鉄道が開通したため発展が加速した。クラスノヤルスクにはいくつかの工場と鉄道修理工場、車庫などができた。

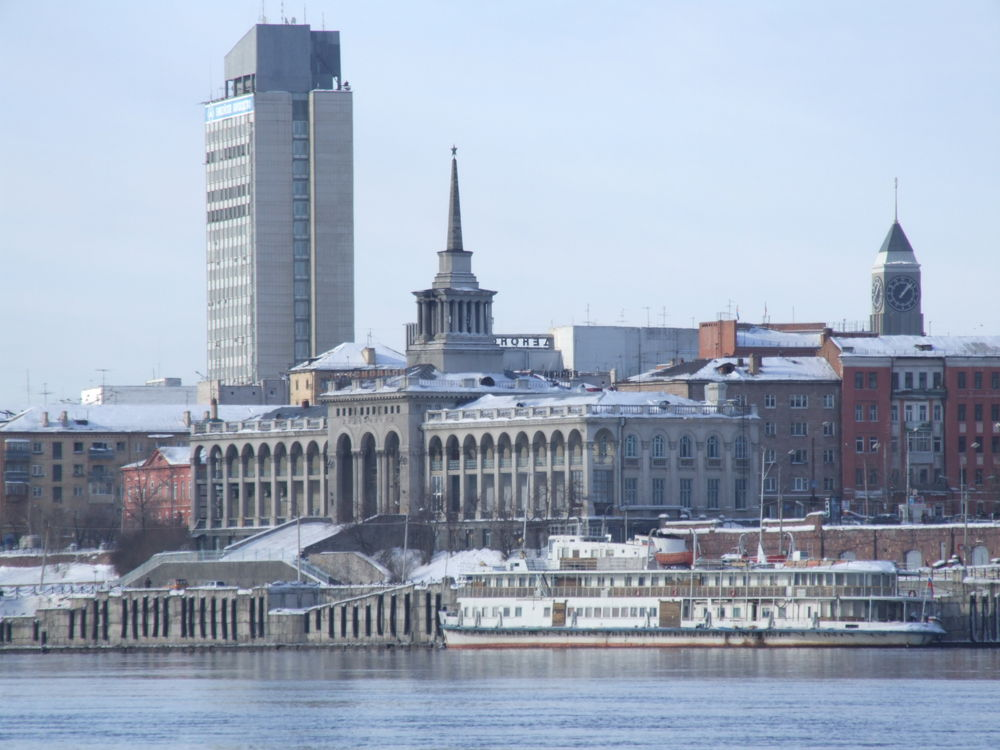
クラスノヤルスク河港

ロシア帝国時代のクラスノヤルスクは政治犯らの流刑地でもあった。例えばデカブリストの乱の失敗後、デカブリスト8人がサンクトペテルブルクからクラスノヤルスクへ送られている。
ロシア革命とロシア内戦の後、ソビエト連邦時代に入ると、計画経済と重工業への傾斜生産によりクラスノヤルスクにもいくつかの大工場が建設された。造船所、製紙工場、水力発電所（ロシア第2位、世界でも第5位の巨大なもの）のほか、エニセイ川には港湾も作られている。1934年、クラスノヤルスク地方が設立されると、クラスノヤルスクはその政治的中心地になった。一方で、スターリン体制下のクラスノヤルスクは強制収容所（グラグ）運営の中心地でもあった。クラスラグ（クラスノヤルスキーITL）は1938年から1960年頃まで存在した収容所で、カンスクとレショートイに分かれて置かれていた。クラスノヤルスク市内にはエニセイラグ（エニセイスキーITL）が第二次世界大戦中に置かれていた。これらの収容所の囚人は、クラスノヤルスク付近の開発作業に従事させられた。

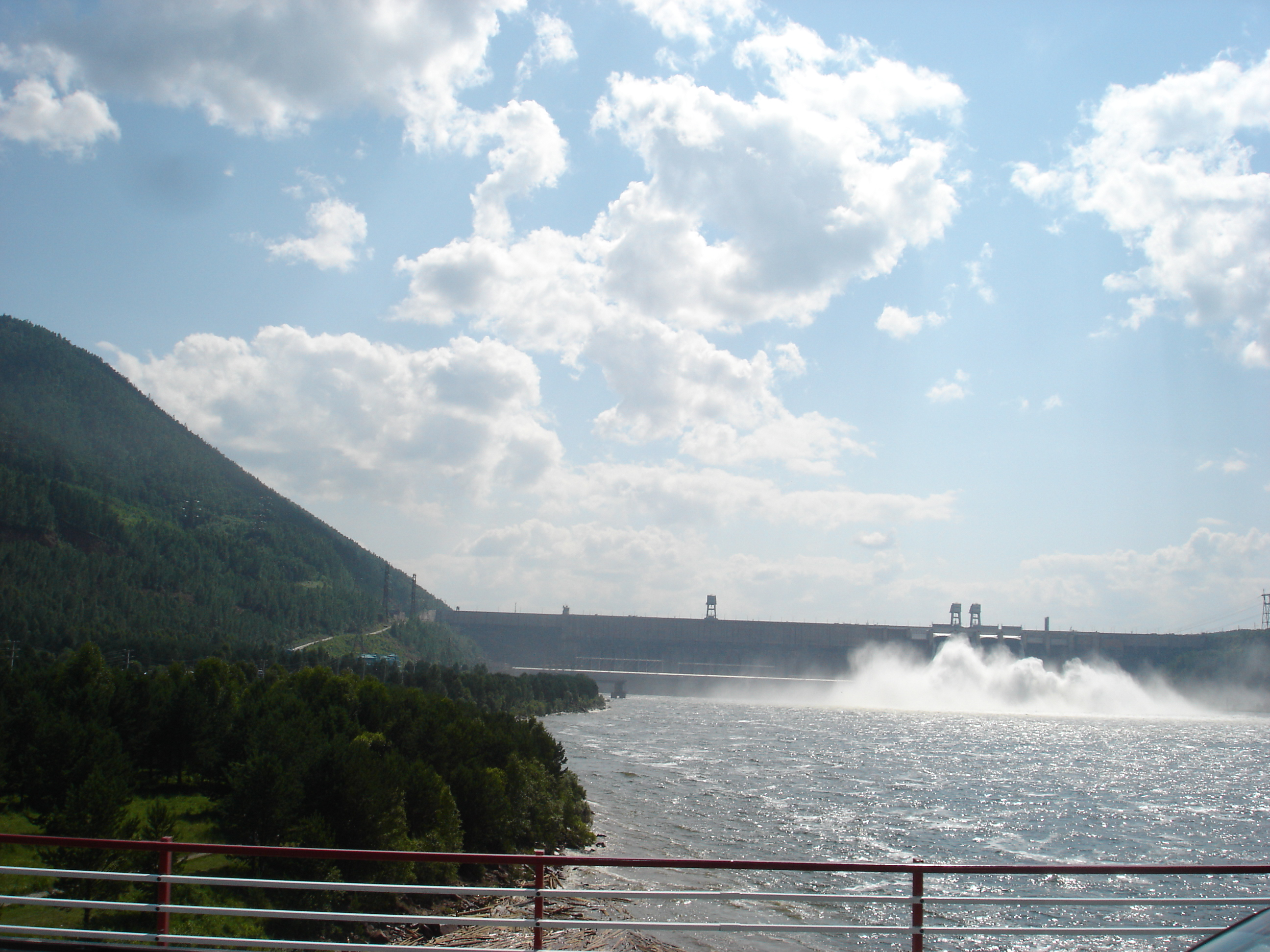
クラスノヤルスク水力発電所

第二次世界大戦では、ドイツ軍の攻撃にさらされたヨーロッパ・ロシアやウクライナから多数の工場がクラスノヤルスクとその周辺へも疎開してきた。これにより重工業は非常に活発になった。
戦後は、市内に第35収容地区（ラーゲリ）が設置され、シベリア抑留の対象となった日本人捕虜が送られてきた。過酷な環境の中で少なからず犠牲者が発生、冷戦終了後には日本政府により市内に戦没者慰霊碑が建立されている。
その後、疎開してきた工場に加え、さらにアルミニウム工場、冶金工場、母材工場などの大工場が新設され、クラスノヤルスクはソ連有数の工業都市となった。1971年に巨大なクラスノヤルスク水力発電所が完成した。
1970年代末、ソ連はクラスノヤルスク近郊のアヴァラコヴァにフェーズドアレイレーダーを建設した。これをABM条約違反ととらえたアメリカ合衆国は1983年から撤去を求め、1989年になりソ連当局はようやく条約違反を認めた。クラスノヤルスクのレーダーは撤去工事が進みロシア当局は撤去を宣言したが、極東のコムソモリスク＝ナ＝アムーレ付近に移転させたとの疑いもある。
ソビエト連邦の崩壊後、クラスノヤルスクアルミニウム工場など、多くの大工場の民営化が進んだが、民営化に失敗して破産するものもあった中、いくつかは新興財閥（オリガルヒ）などの傘下になった。こうした民営化で富を得た勢力もあったほか、失業した労働者も多く、貧富の差は拡大した。1990年代後半、クラスノヤルスクアルミニウム工場の所有者で、ソ連崩壊後のクラスノヤルスク有数の実力者となった新興財閥主アナトリー・ビコフは、ビジネスパートナーのヴィロル・ストルガノフを殺した疑いで逮捕され工場の所有権を取り上げられた。ビコフは無罪を主張して争っている。21世紀に入ってもなお、多くの大工場が一握りの金融グループやオリガルヒの支配下にある。1996年に市長となったピョートル・ピマシコフにより、市内の歴史的建造物の修復や歩道の石畳化、広場や噴水建設などが進み、市内はソ連時代の暗い印象をぬぐいつつある。
1997年11月には、クラスノヤルスクにおいて橋本龍太郎首相とボリス・エリツィン大統領の首脳会談が行われ、「20世紀中に領土問題を解決し、平和条約を締結することを目指す」という内容の「クラスノヤルスク合意」が交わされた。2019年冬季ユニバーシアードの開催地。

## 地理

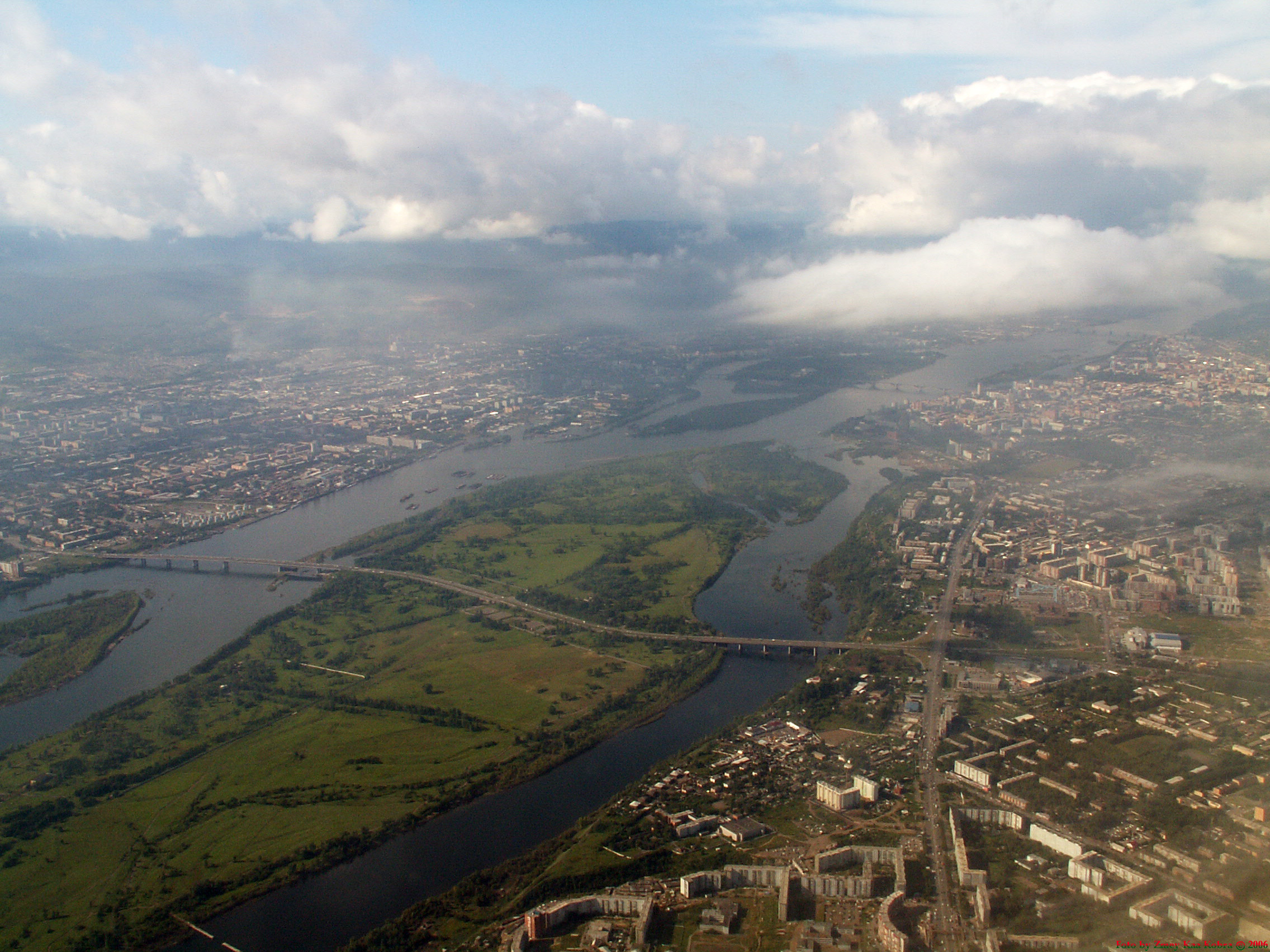
クラスノヤルスク市街 俯瞰

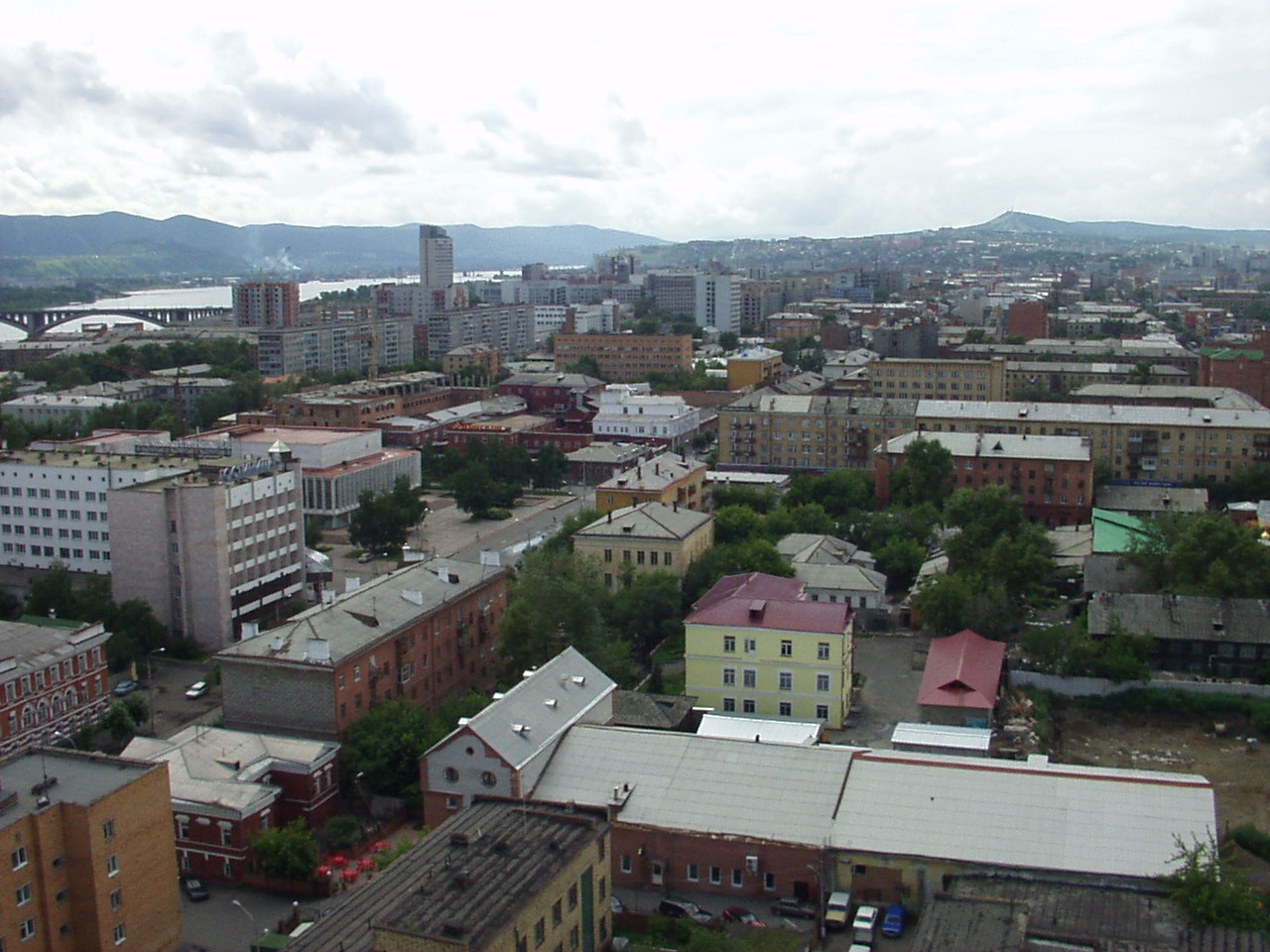
クラスノヤルスク市街 俯瞰

市域の面積は、郊外や水面も含めると、172平方キロメートルに達する。エニセイ川が市域を西から東へと貫通しており、多くの中洲が川の中にあり、タティシェフ島など大きな島は観光やレクリエーション用に整備されている。市街の32キロメートル上流に建設されたクラスノヤルスク水力発電ダムの影響により、エニセイ川は冬でも凍らなくなり、夏は水温が14度を超えないようになった。中心市街地付近の標高は136メートル。
市域の南と西は、標高の平均が海抜410メートルという針葉樹林の丘が覆っている。さらに南方にはストールブイ自然保護区の大きな岩山が丘陵地の真ん中に聳え立っている。市域の北部は平坦で、北西は森林になっており、北と東は農地が広がっている。

### 気候
1月の平均気温はマイナス15.5度で、7月の平均気温は18.7度と寒暖差の大きい大陸性気候である。最低気温は時にマイナス50度に達したこともあるなど非常に寒い。しかしながら、最寒月の平均気温で見るとハバロフスク（マイナス19.8度）やハルビン（マイナス18.6度）よりは高く比較的温和となっている。最低気温記録は1931年1月のマイナス52.8度、最高気温の記録は2002年7月の36.2度であった。
| クラスノヤルスクの気候                              | クラスノヤルスクの気候 | クラスノヤルスクの気候 | クラスノヤルスクの気候 | クラスノヤルスクの気候 | クラスノヤルスクの気候 | クラスノヤルスクの気候 | クラスノヤルスクの気候 | クラスノヤルスクの気候 | クラスノヤルスクの気候 | クラスノヤルスクの気候 | クラスノヤルスクの気候 | クラスノヤルスクの気候 | クラスノヤルスクの気候 |
| 月                                                  | 1月                    | 2月                    | 3月                    | 4月                    | 5月                    | 6月                    | 7月                    | 8月                    | 9月                    | 10月                   | 11月                   | 12月                   | 年                     |
| --------------------------------------------------- | ---------------------- | ---------------------- | ---------------------- | ---------------------- | ---------------------- | ---------------------- | ---------------------- | ---------------------- | ---------------------- | ---------------------- | ---------------------- | ---------------------- | ---------------------- |
| 最高気温記録 °C （°F）                              | 6.0 (42.8)             | 8.5 (47.3)             | 17.9 (64.2)            | 31.4 (88.5)            | 34.0 (93.2)            | 34.8 (94.6)            | 36.4 (97.5)            | 35.1 (95.2)            | 31.3 (88.3)            | 24.5 (76.1)            | 13.6 (56.5)            | 8.6 (47.5)             | 36.4 (97.5)            |
| 平均最高気温 °C （°F）                              | −11.4 (11.5)           | −8.0 (17.6)            | −0.2 (31.6)            | 7.8 (46)               | 17.1 (62.8)            | 22.4 (72.3)            | 24.8 (76.6)            | 21.8 (71.2)            | 14.4 (57.9)            | 6.4 (43.5)             | −3.4 (25.9)            | −9.4 (15.1)            | 6.9 (44.4)             |
| 日平均気温 °C （°F）                                | −15.5 (4.1)            | −12.8 (9)              | −5.7 (21.7)            | 2.0 (35.6)             | 10.4 (50.7)            | 15.9 (60.6)            | 18.7 (65.7)            | 15.7 (60.3)            | 8.9 (48)               | 2.0 (35.6)             | −7.2 (19)              | −13.4 (7.9)            | 1.6 (34.9)             |
| 平均最低気温 °C （°F）                              | −19.2 (−2.6)           | −16.9 (1.6)            | −10.1 (13.8)           | −2.6 (27.3)            | 4.7 (40.5)             | 10.3 (50.5)            | 13.4 (56.1)            | 10.8 (51.4)            | 4.8 (40.6)             | −1.6 (29.1)            | −10.6 (12.9)           | −17.1 (1.2)            | −2.8 (27)              |
| 最低気温記録 °C （°F）                              | −52.8 (−63)            | −41.6 (−42.9)          | −38.7 (−37.7)          | −25.7 (−14.3)          | −11.2 (11.8)           | −3.6 (25.5)            | 3.3 (37.9)             | −0.5 (31.1)            | −9.6 (14.7)            | −25.1 (−13.2)          | −42.3 (−44.1)          | −47.0 (−52.6)          | −52.8 (−63)            |
| 降水量 mm （inch）                                  | 18 (0.71)              | 13 (0.51)              | 16 (0.63)              | 32 (1.26)              | 45 (1.77)              | 63 (2.48)              | 76 (2.99)              | 67 (2.64)              | 50 (1.97)              | 43 (1.69)              | 38 (1.5)               | 30 (1.18)              | 491 (19.33)            |
| 平均降水日数                                        | 5                      | 4                      | 5                      | 7                      | 9                      | 9                      | 10                     | 10                     | 9                      | 10                     | 10                     | 8                      | 96                     |
| % 湿度                                              | 75                     | 72                     | 66                     | 59                     | 56                     | 65                     | 72                     | 75                     | 75                     | 71                     | 75                     | 75                     | 69                     |
| 出典1：Pogoda.ru.net                                |                        |                        |                        |                        |                        |                        |                        |                        |                        |                        |                        |                        |                        |
| 出典2：World Meteorological Organization (降水日数) |                        |                        |                        |                        |                        |                        |                        |                        |                        |                        |                        |                        |                        |

## 人口

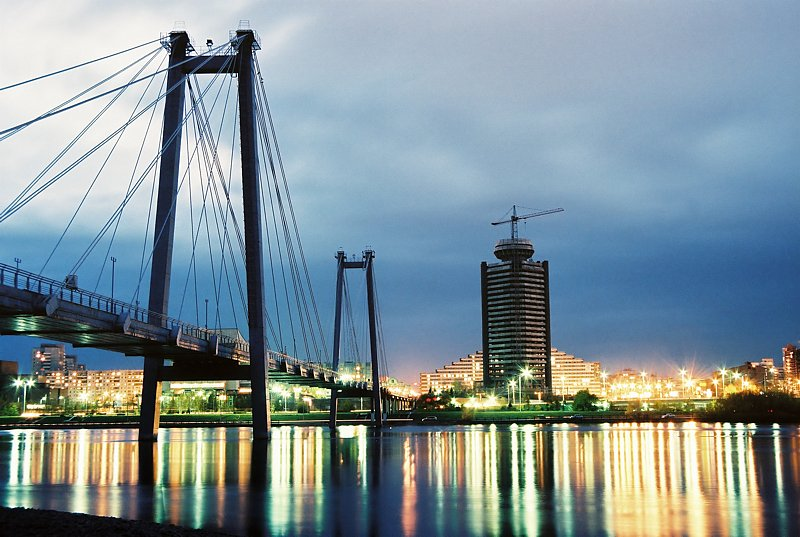
エニセイ川と夜景

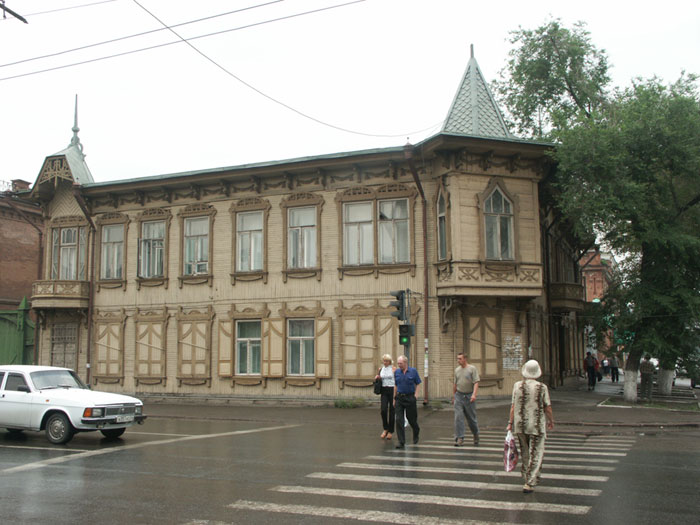
市内の古い建物

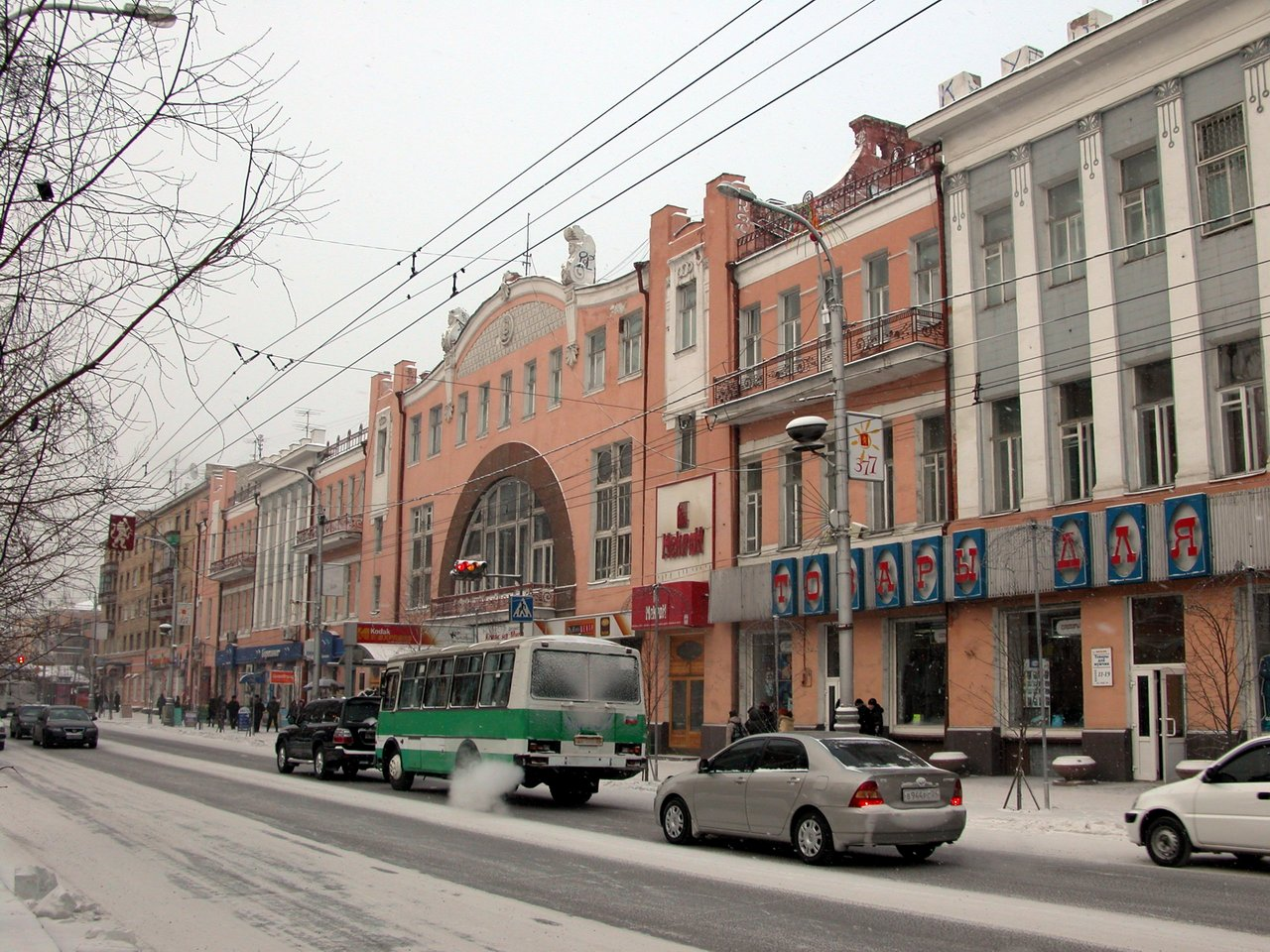
市内の街並み

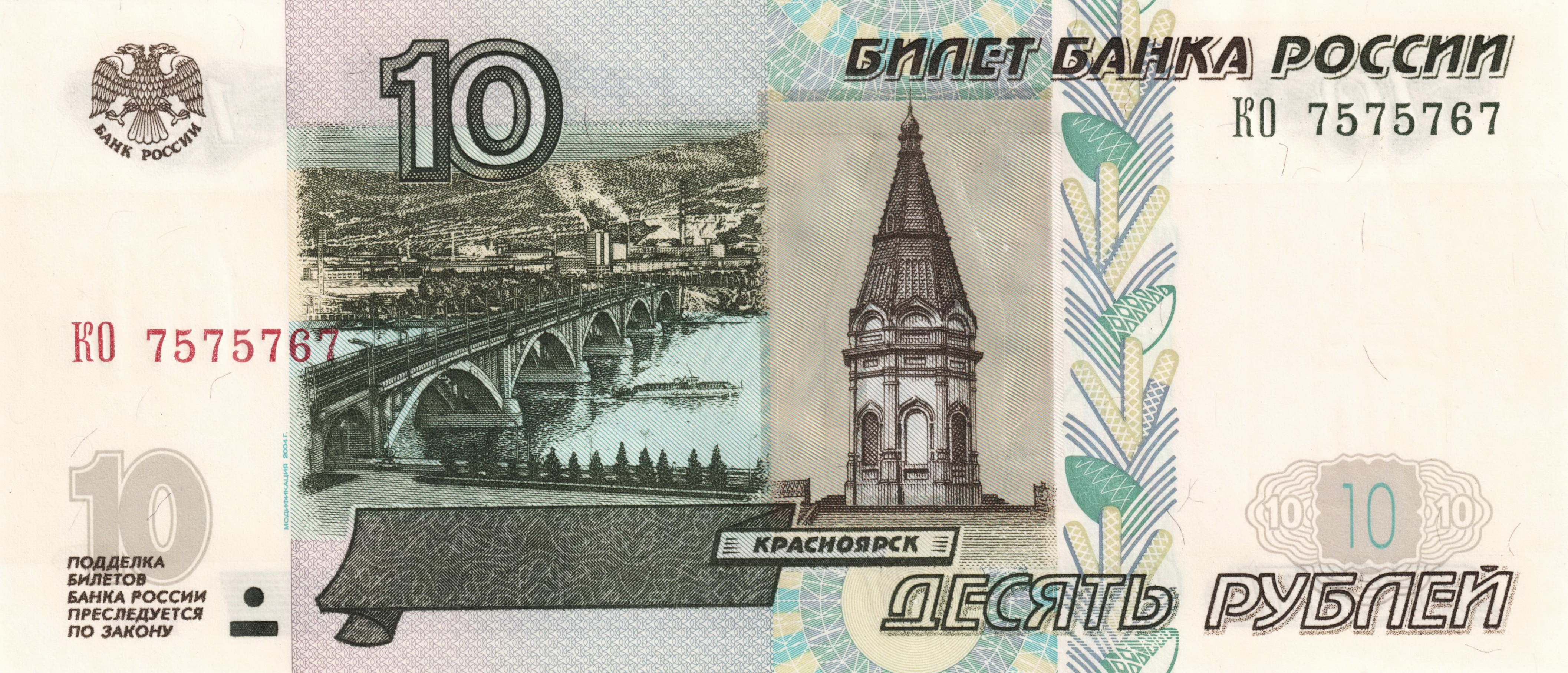
10ルーブル紙幣

1923年に60,400人ほどだった人口は、1939年に190,000人に、1959年には412,000人に、1970年には648,000人へと増加した。1989年には912,600人に達したが、以後はソ連崩壊後の不況で人口は伸び悩み減少傾向になった。しかし、2000年以降は人口が増加し始め、2012年に100万人に到達し、ロシア14番目の百万都市となった。
クラスノヤルスクの人口のうち多くを占めるのはロシア人だが、その他の人口の多い民族にウクライナ人、タタール人、ドイツ人、ベラルーシ人も含まれる。さらに、中央アジア諸国からの職を求めての移民により、タジク人、ウズベク人などが増え、不法移民も一部に見られる。
また中国人商人の往来も多く、他の移民と異なり比較的裕福な地区で地元企業と協力関係を結んで商売や事業を行うなどしている。中国人商人の集まるバザールや交易地区なども市内には現れている。
| 人口     | 人口       | 人口       | 人口       | 人口       | 人口     | 人口     |
| 1856     | 1897       | 1923       | 1926       | 1931       | 1939     | 1956     |
| -------- | ---------- | ---------- | ---------- | ---------- | -------- | -------- |
| 6400     | ↗26 700    | ↗60 400    | ↗72 000    | ↗82 800    | ↗186 100 | ↗328 000 |
| 1959     | 1962       | 1967       | 1970       | 1973       | 1975     | 1976     |
| ↗412 375 | ↗465 000   | ↗576 000   | ↗648 000   | ↗707 000   | ↗758 000 | →758 000 |
| 1979     | 1982       | 1985       | 1986       | 1987       | 1989     | 1990     |
| ↗795 178 | ↗833 000   | ↗877 000   | →877 000   | ↗899 000   | ↗912 445 | ↘877 000 |
| 1991     | 1992       | 1993       | 1994       | 1995       | 1996     | 1997     |
| ↗924 000 | ↗925 000   | ↘919 000   | ↘914 000   | ↘869 000   | ↗871 000 | ↗874 000 |
| 1998     | 1999       | 2000       | 2001       | 2002       | 2003     | 2004     |
| ↗875 000 | ↗877 800   | ↘875 500   | ↗875 700   | ↗909 341   | ↘909 300 | ↗912 800 |
| 2005     | 2006       | 2007       | 2008       | 2009       | 2010     | 2011     |
| ↗917 200 | ↗920 900   | ↗927 200   | ↗936 400   | ↗947 801   | ↗973 826 | ↗973 900 |
| 2012     | 2013       | 2014       | 2015       | 2016       |          |          |
| ↗997 316 | ↗1 016 385 | ↗1 035 528 | ↗1 052 218 | ↗1 066 934 |          |          |

## 建築

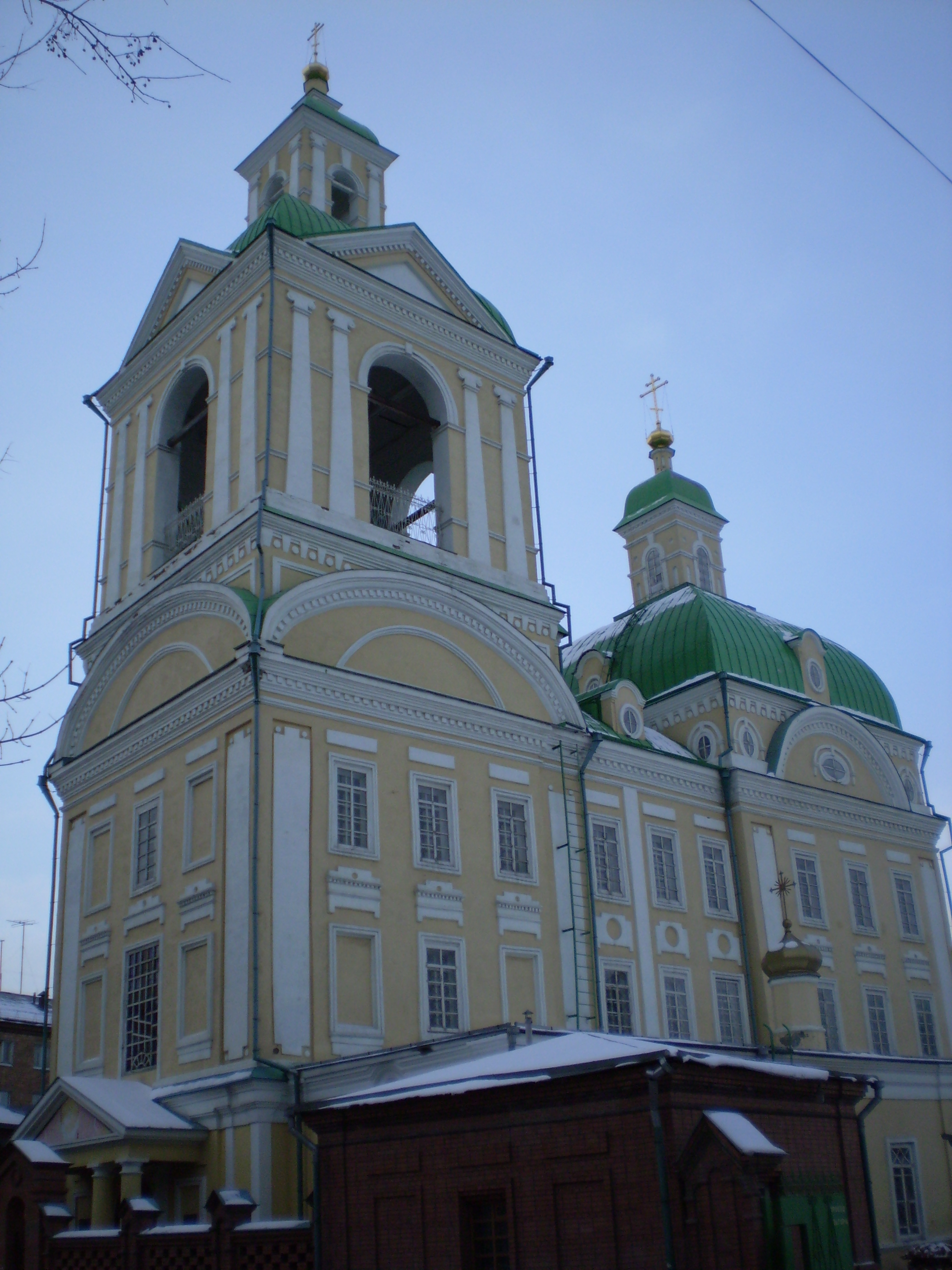
生神女福音大聖堂

クラスノヤルスクには歴史的建築も多い。最古の建築は生神女庇護聖堂（ポクロフスキー聖堂）で、1785年から1795年に建てられ、1978年に修復されている。その他、生神女福音大聖堂（ブラゴヴェシェンスキー聖堂、1802年 - 1812年）、至聖三者大聖堂（スヴャト＝トロイツキー聖堂、1802年 - 1812年）、前駆授洗イオアン聖堂（Церковь Иоанна Предтечи, 1899年）がある。最新の聖堂は1998年から2003年に建設されたミハイル聖堂（Церковь Архистратига Михаила）。

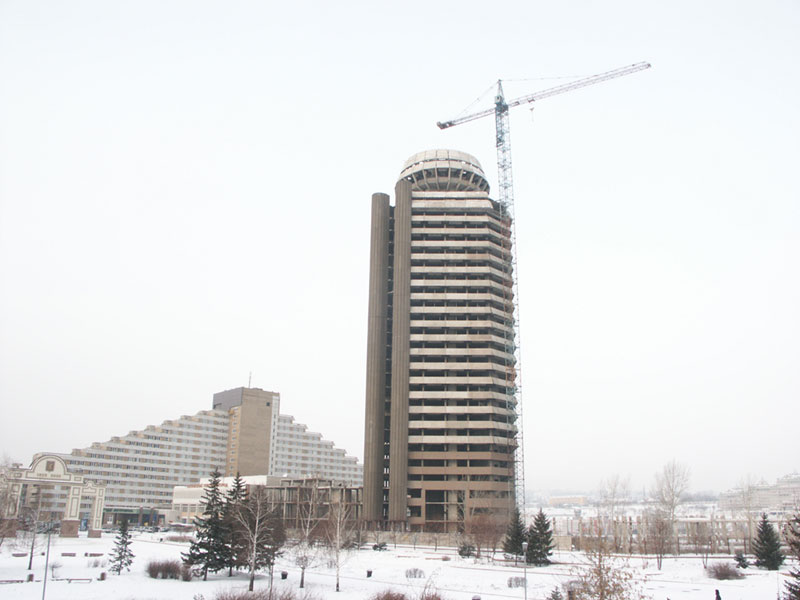
未完成のビル

カラウルナヤの丘の上にはかつては先住民の聖地があったが、クラスノヤルスク要塞の見張り塔がその位置を取って代わった。1804年に完成し、1855年に再建された聖パラスケバ聖堂（Часовня Параскевы Пятницы）は今も建つ。この聖堂は、エニセイ川のクラスノヤルスク橋およびクラスノヤルスク水力発電所とともに10ルーブル紙幣にも描かれている。ソ連時代には放置されていた聖堂は、ペレストロイカ以後修復され、エニセイ教区に返還されている。

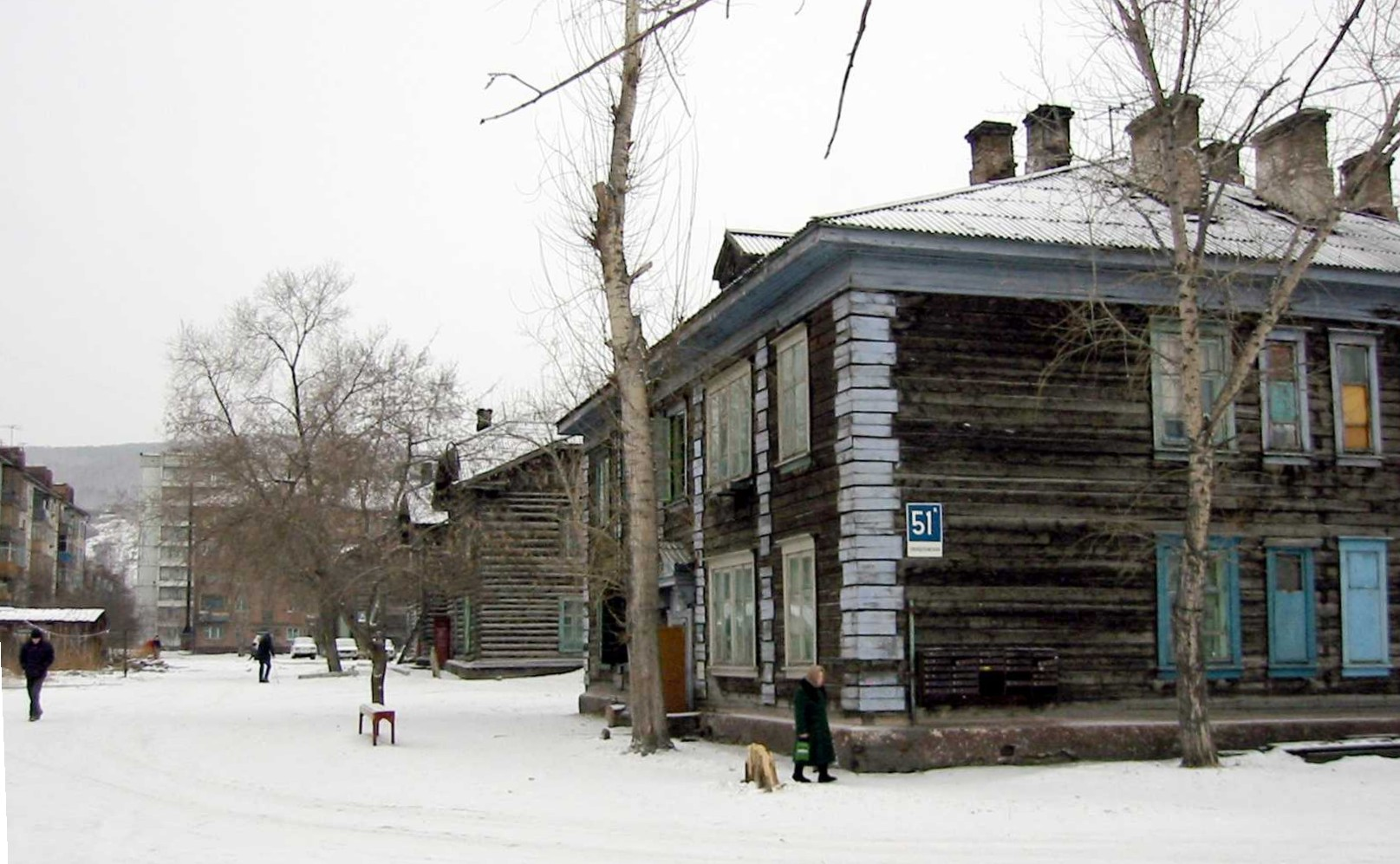
郊外の木造住宅

この聖堂に並ぶ有名な建物としては、ストレルカ地区にある24階建ての未完成の高層ビルがある。ペレストロイカ前に着工したが、その後の経済難で建設が中断してしまった。このビルは市内各所からよく見える。
クラスノヤルスクでエニセイ川を渡るシベリア鉄道の鉄橋・クラスノヤルスク橋は1893年から1896年にかけて建設された。当時は世界最長級の橋で、ラヴル・プロスクリャコフにより設計されている。彼はこの橋の建設に先立ち、モデルをパリの博覧会に出展し金メダルを受賞している。このトラス橋は世界遺産の暫定リストに掲載されており、革新的な技術を実地に適用し多くの追随例を生んだことを評価されている。
その他、商人ニコライ・ガダロフの邸宅（20世紀初頭）、カトリックの教会（1911年）、古代エジプトの神殿を模したクラスノヤルスク地方博物館などがある。また市内には2階建ての木造の家屋が多い。これらは20世紀の半ば、クラスノヤルスクの拡大の時期に一時的な住まいとして作られた。都市の中の村というべきこれらの家々には、伝統的なロシア農村の建築の特徴が現われている。これらの多くはすでに無人となっているが、まだ人が住んでいる家も多い。

## 墓地
クラスノヤルスクの保存された古い墓地の中で最大のものはトリニティである（現在、埋葬は関連する墓でのみ行われている）。 トリニティ・ネクロポリスは2019年12月に文化遺産に登録された。

## 教育

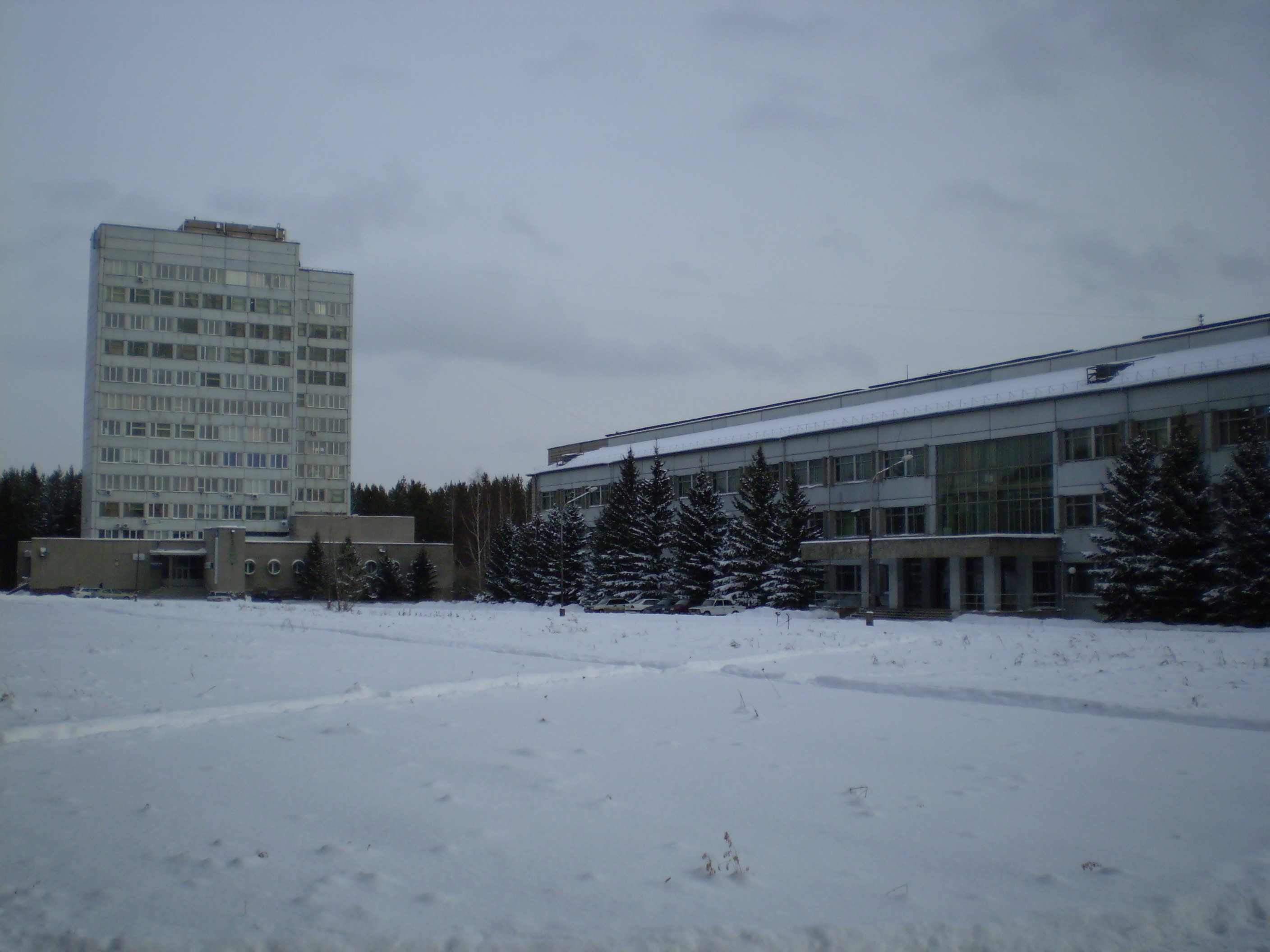
クラスノヤルスク・アカデムゴロドク

クラスノヤルスクは、ノヴォシビルスクに次ぐシベリアの教育と科学の中心都市であり、30以上の高等教育機関（その多くはロシア科学アカデミーの支部となっている）が集中する。2006年にはクラスノヤルスク国立大学、クラスノヤルスク国立建築土木大学、クラスノヤルスク国立技術大学、国立非鉄金属大学の4校が合併し、シベリア連邦大学（SibFU）が誕生した。その他、クラスノヤルスク師範大学、シベリア国立技術大学（1930年設立のクラスノヤルスク最古の大学）、シベリア航空宇宙大学、クラスノヤルスク国立医科大学、スカチェフ森林大学,クラスノヤルスク州立農業大学、1953年に設立されたスカチェフ林業大学があります。
クラスノヤルスクにも、ノヴォシビルスク近郊の学術都市アカデムゴロドクのような教育機関や研究機関の集中する地区があり、やはりアカデムゴロドクと呼ばれている。
クラスノヤルスクには博物館、美術館、動物園などもある。

## 交通

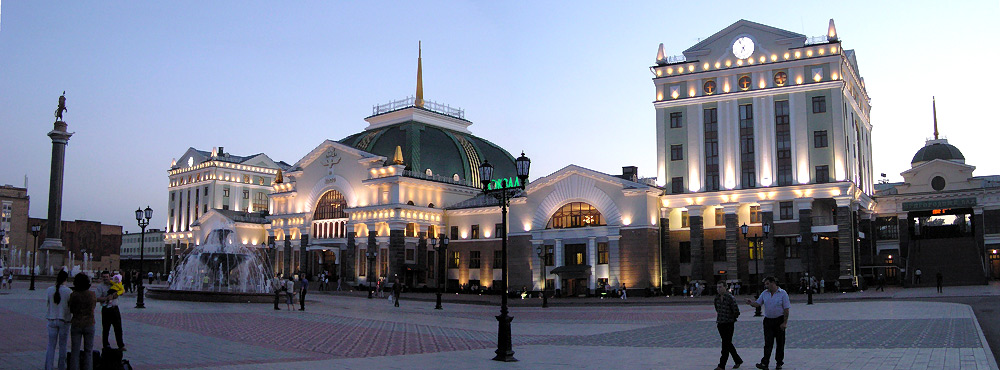
クラスノヤルスク旅客駅

クラスノヤルスクではクラスノヤルスク市電が運行されており、さらに、三路線からなるクラスノヤルスク地下鉄が計画されている。数十年にわたって建設が行われており、2014年頃の開業を目指していたが、2015年初頭にシベリア連邦管区大統領全権代表のヴィクトル・トロコンスキー氏により、2020年まで開業を延期することが表明された。また、クラスノヤルスクにはシベリア鉄道のクラスノヤルスク旅客駅がある。そのほか河港もあり、古くから鉄道輸送と水運との間の中継地となってきた。
クラスノヤルスクの空港（イェメリャノヴォ空港、Yemelyanovo Airport）は市内から北西へ37キロメートルの位置にあり、ロシアや旧ソ連諸国、アジアやヨーロッパ各国などへの路線が就航している。日本との間の旅客定期便は就航していないが、成田国際空港、関西国際空港との間にルフトハンザドイツ航空の貨物便が定期就航している。
ほかに、国内線が運航する軍民共用空港のチェレムシャンカ空港がある。

## 著名な出身者

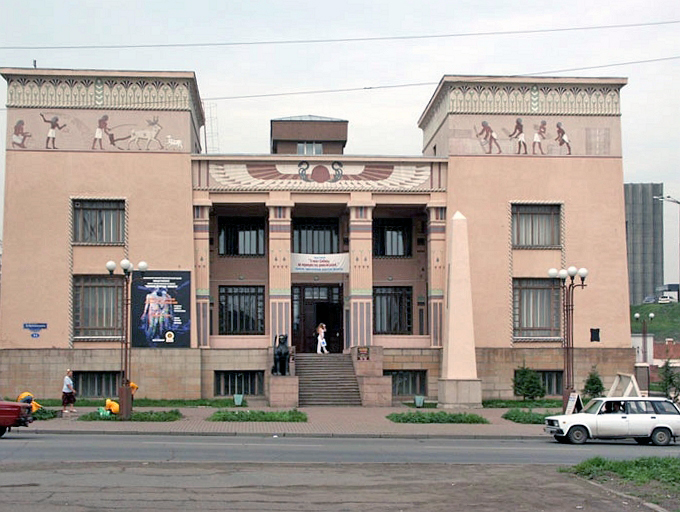
クラスノヤルスク地方歴史・民族学博物館

- コンスタンティン・チェルネンコ - 政治家
- バレリー・クドリンスキー - 画家
- ヘレーネ・フィッシャー - 歌手
- ユルギス・カイリス - 曲技飛行パイロット
- ソフィア・サモドゥロワ  - フィギュアスケート選手
- ディミトリー・ホロストフスキー - オペラ歌手

## 姉妹都市
- クレモナ、イタリア
- ハルビン、中華人民共和国
- 黒河市、中華人民共和国[44]